# Juraj Špitzer
Juraj Špitzer (14. srpna 1919, Krupina - 11. října 1995, Bratislava) byl slovenský literární historik a publicista.

## Životopis
Juraj Špitzer začal v roce 1938 studovat medicínu v Praze, ale pro svůj židovský původ byl na dva roky, internován ve sběrném koncentračním táboře Nováky. Zúčastnil se Slovenském národním povstání, byl velitelem židovské partyzánské jednotky. Po válce studoval filozofii a francouzštinu na Filozofické fakultě Univerzity Komenského v Bratislavě. Byl šéfredaktorem Kulturního života a tajemníkem Svazu československých spisovatelů. Po roce 1969 byl ze spisovatelské organizace vyloučen, byl propuštěn ze zaměstnání a měl zákaz publikovat.

## Dílo
Juraj Špitzer napsal novely Bílá oblaka, Patřím k vám a Letní neděle, scénáře k filmům Poslední návrat, Zaprášené historie a svědectví o koncentračním táboře Nováky Nechtěl jsem být Žid. Krátce po jeho smrti vyšel knižní soubor Svítá, až když je celkem tma, ve kterém Špitzer hloubkově zpracoval problematiku tzv. židovské otázky a holocaustu a věnoval se fenoménu moci a násilí od začátků dějin po dnešek. Byl také autorem knihy Proti buržoaznímu nacionalismu a kosmopolitismu z roku 1951, ve které schvaloval věznění a popravy nepohodlných občanů komunistickým režimem (především skupiny DAV).